# NICE Systems
Nice Ltd. (em hebraico:  נייס מערכות) é uma companhia de telecomunicações israelense, sediada em Ra'anana.

## História
A companhia foi estabelecido em 1986.